# Ewartithrips ehrhornii
Ewartithrips ehrhornii är en insektsart som först beskrevs av Dudley Moulton 1907.  Ewartithrips ehrhornii ingår i släktet Ewartithrips och familjen smaltripsar. Inga underarter finns listade i Catalogue of Life.